# Gerard de Kruijff
Gerard Pieter de Kruijff (Buren, 27 de janeiro de 1890 -  Deventer, 16 de outubro de 1968) foi um adestrador e oficial holandês, bicampeão olímpico.

## Carreira
Gerard de Kruijff representou seu país nos Jogos Olímpicos de 1924 e 1928, na qual conquistou a medalha de ouro no CCE por equipes, em 1924 e 1928, e prata no individual 1928.